# Rockdale (Illinois)
Rockdale é uma vila localizada no estado americano de Illinois, no Condado de Will.

## Demografia
Segundo o censo americano de 2000, a sua população era de 1888 habitantes.
Em 2006, foi estimada uma população de 2036, um aumento de 148 (7.8%).

## Geografia
De acordo com o United States Census Bureau tem uma área de
2,1 km², dos quais 2,1 km² cobertos por terra e 0,0 km² cobertos por água.

## Localidades na vizinhança
O diagrama seguinte representa as localidades num raio de 8 km ao redor de Rockdale.